# Alfredo Anderson
Alfredo Anderson (31 d'octubre de 1978) és un futbolista. Va disputar 12 partits amb la selecció de Panamà.

## Estadístiques
| Selecció de Panamà | Selecció de Panamà | Selecció de Panamà |
| Anys               | Partits            | Gols               |
| ------------------ | ------------------ | ------------------ |
| 2000               | 4                  | 0                  |
| 2001               | 8                  | 2                  |
| Total              | 12                 | 2                  |